# تام، دیک و هری (فیلم ۲۰۰۶)
«تام، دیک و هری» (انگلیسی: Tom, Dick, and Harry) یک فیلم است که در سال ۲۰۰۶ منتشر شد. از بازیگران آن می‌توان به دینو مورئا و کیم شارما اشاره کرد.